# Prophysaon andersoni
Prophysaon andersoni es una especie de babosa terrestre que respira aire, un molusco gasterópodo pulmonado terrestre de la familia Arionidae.
Estas babosas son notables por poder auto amputar (autotomía) una parte de su cola.

## Descripción
Los adultos de esta especie de babosa miden aproximadamente 50 mm cuando están activos, pero pueden superar los 60 mm de longitud. El color del cuerpo es grisáceo o marrón rojizo, o puede ser amarillento. El dorso está surcado con un patrón reticulado como una malla de formas de rombos. El manto de la babosa tiene dos bandas laterales oscuras. El moco es amarillo o naranja.

## Distribución
Esta especie de babosa se encuentra en América del Norte, incluyendo California, Oregón y parte de Montana.